# Lobochilotes labiatus
Lobochilotes labiatus е вид лъчеперка от семейство Цихлиди (Cichlidae), единствен представител на род Lobochilotes.

## Разпространение
Видът е разпространен в Бурунди, Демократична република Конго, Замбия и Танзания.